# Ophiarachnella semicincta
Ophiarachnella semicincta is een slangster uit de familie Ophiodermatidae.
De wetenschappelijke naam van de soort werd in 1882 gepubliceerd door Théophile Rudolphe Studer.